# Уэрленд (Вайоминг)
Уэрленд (англ. Worland) — город, расположенный в округе Уошаки (штат Вайоминг, США) с населением в 5250 человек по статистическим данным переписи 2000 года. Является административным центром округа Уошаки.
В городе действует Муниципальный аэропорт Уэрленд.

## География
По данным Бюро переписи населения США, город Уэрленд имеет общую площадь в 10,88 квадратных километров, из которых 10,62 кв. километров занимает земля и 0,26 кв. километров — вода. Площадь водных ресурсов округа составляет 2,39 % от всей его площади.

## Демография
| Год переписи | Нас. |  | %±     |
| ------------ | ---- |  | ------ |
| 1910         | 265  |  | —      |
| 1920         | 1225 |  | 362,3% |
| 1930         | 1461 |  | 19,3%  |
| 1940         | 2710 |  | 85,5%  |
| 1950         | 4202 |  | 55,1%  |
| 1960         | 5806 |  | 38,2%  |
| 1970         | 5055 |  | −12,9% |
| 1980         | 6391 |  | 26,4%  |
| 1990         | 5742 |  | −10,2% |
| 2000         | 5250 |  | −8,6%  |
| 1910–2000    |      |  |        |

По данным переписи населения 2000 года, в Уэрленде проживало 5250 человек, 1439 семей, насчитывалось 2130 домашних хозяйств и 2334 жилых дома. Средняя плотность населения составляла около 492 человек на один квадратный километр. Расовый состав Уэрленда по данным переписи распределился следующим образом: 89,47 % белых, 0,57 % — коренных американцев, 0,84 % — азиатов, 2,34 % — представителей смешанных рас, 6,72 % — других народностей. Испаноговорящие составили 13,49 % от всех жителей города.
Из 2130 домашних хозяйств в 32,4 % — воспитывали детей в возрасте до 18 лет, 55,8 % представляли собой совместно проживающие супружеские пары, в 9,2 % семей женщины проживали без мужей, 32,4 % не имели семей. 29,2 % от общего числа семей на момент переписи жили самостоятельно, при этом 13,8 % составили одинокие пожилые люди в возрасте 65 лет и старше. Средний размер домашнего хозяйства составил 2,41 человек, а средний размер семьи — 3,00 человек.
Население города по возрастному диапазону по данным переписи 2000 года распределилось следующим образом: 26,2 % — жители младше 18 лет, 7,5 % — между 18 и 24 годами, 25,3 % — от 25 до 44 лет, 23,8 % — от 45 до 64 лет и 17,3 % — в возрасте 65 лет и старше. Средний возраст жителей составил 39 лет. На каждые 100 женщин в Уэрленд приходилось 92,7 мужчин, при этом на каждые сто женщин 18 лет и старше приходилось 91,3 мужчин также старше 18 лет.
Средний доход на одно домашнее хозяйство в городе составил 31 447 долларов США, а средний доход на одну семью — 42 453 доллара. При этом мужчины имели средний доход в 31 411 долларов США в год против 20 777 долларов среднегодового дохода у женщин. Доход на душу населения в городе составил 17 208 долларов в год. 9,7 % от всего числа семей в округе и 15,4 % от всей численности населения находилось на момент переписи населения за чертой бедности, при этом 22,4 % из них были моложе 18 лет и 15,6 % — в возрасте 65 лет и старше.